# Bento
Bento (弁当 eller べんとう, bentou), også kaldt obento, er en japansk madpakke. 
Traditionelt set indeholder en bento ris, kød eller fisk (eksempelvis ålespecialiteten Unagi), samt syltede eller kogte eller stærke grønsager som en sideret. 
Bentobokse, som det opbevares i, kan være lavet af alt fra billigt engangsmateriale til kunstfærdige lakerede bokse.